# Puschkino
Puschkino (russisch Пу́шкино) ist eine Stadt und Verwaltungszentrum des gleichnamigen Stadtkreises in Russland mit 102.874 Einwohnern (Stand 14. Oktober 2010).

## Geografische Lage
Die Stadt befindet sich in der Oblast Moskau am Fluss Utscha, etwa 30 km nordöstlich von Moskau. Nächstgelegene Stadt ist – sechs Kilometer östlich – Iwantejewka.

## Geschichte
Als Dorf ist Puschkino seit 1498 unter dem heutigen Namen schriftlich bekannt. Der Ortsname wird oft fälschlich in Verbindung mit dem russischen Wort puschka, zu deutsch „Kanone“, in Verbindung gebracht. Tatsächlich gehen Stadthistoriker davon aus, dass Puschkino vom Familiennamen dessen Landbesitzers im 14. Jahrhundert, Grigori Morchinin-Puschka, abstammt. Dieser war auch ein früher Vorfahre des berühmten Dichters Alexander Puschkin, der zu der Stadt ansonsten keinen Bezug aufweist.

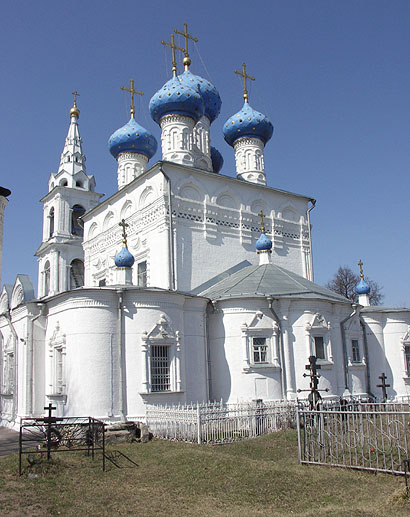
Nikolaus-Kirche (1692–1694) in Puschkino

Das lange Zeit eher unbekannte, landwirtschaftlich geprägte Dorf erlangte erst Mitte des 19. Jahrhunderts wirtschaftliche Bedeutung. Dies war vor allem dem Bau der Eisenbahnstrecke Moskau–Sergijew Possad–Jaroslawl in den 1860er-Jahren zu verdanken, in deren Nähe der Ort liegt. Angefangen mit einer um 1840 gegründeten Textilfabrik, entwickelte sich in Puschkino im Laufe der Jahrzehnte die Industrie in hohem Maße. Zu den größten Betrieben des Ortes gehörten Ende des 19. Jahrhunderts die über 1000 Beschäftigte zählenden Fabriken des Industriellen Armand, zu dessen bekanntesten Verwandten die Revolutionärin Inessa Armand gehörte.

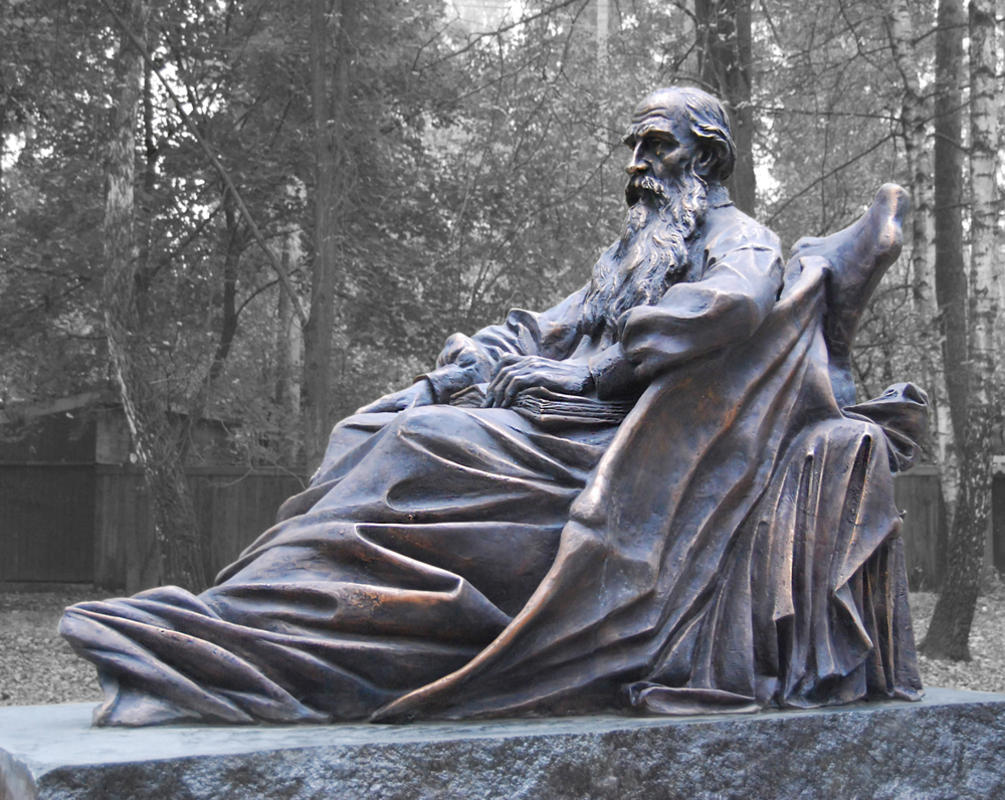
Tolstoi-Denkmal (N. A. Seliwanow, 2013) in Puschkino

Die Umgebung Puschkinos entwickelte sich indes, auch dank der landschaftlich attraktiven Lage bei gleichzeitiger Nähe zu Moskau und günstiger Verkehrsanbindung, zu einem beliebten Naherholungsgebiet und Standort zahlreicher Sommer-Datschen. Für die Unterhaltung der Erholungssuchenden wurde in Puschkino 1896 ein Sommertheater erbaut, das durch Aufführungen mit Beteiligung prominenter Künstler (darunter Leonid Sobinow, Konstantin Stanislawski, Fjodor Schaljapin) überregionale Bekanntheit erlangen konnte.
1925 erhielt das inzwischen über 3000 Einwohner zählende Puschkino im Zuge einer Verwaltungsreform Stadtrechte. Auch in der Sowjetzeit und bis heute gilt der Rajon Puschkino als beliebte Sommerresidenz.

### Bevölkerungsentwicklung
| Jahr | Einwohner |
| ---- | --------- |
| 1939 | 21.081    |
| 1959 | 30.035    |
| 1970 | 48.418    |
| 1979 | 68.518    |
| 1989 | 75.847    |
| 2002 | 72.425    |
| 2010 | 102.874   |

Anmerkung: Volkszählungsdaten

## Wirtschaft und Verkehr

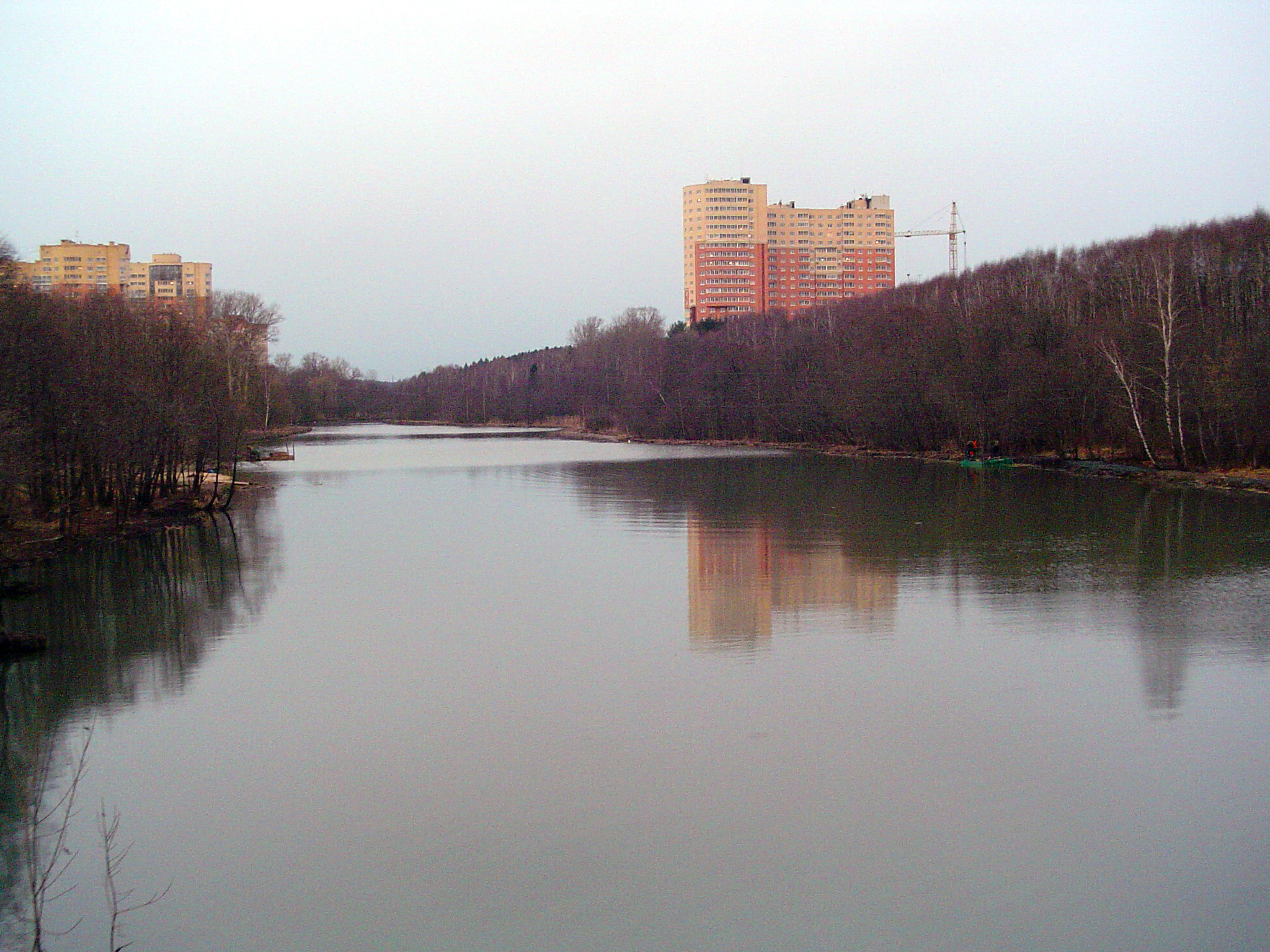
Neubauviertel am Fluss Serebrjanka in Puschkino

Als Industriestandort ist Puschkino bis heute bekannt. Der Schwerpunkt liegt dabei in der Textil-, Elektro- und Möbelindustrie sowie im Gerätebau. Darüber hinaus ist in Puschkino ein Forschungsinstitut für die Forstwirtschaft ansässig. Nahe Puschkino befindet sich der Hauptcampus der Staatlichen Russischen Universität für Tourismus und Service.
Puschkino hat über die Eisenbahn-Teilstrecke Moskau–Jaroslawl Anbindung an die Transsibirische Eisenbahn. Dort bestehen regelmäßige Regionalverbindungen mit dem Jaroslawler Bahnhof in Moskau. 1929 war Puschkino eine der ersten Städte in der Sowjetunion, die einen elektrifizierten Bahnanschluss erhielten. Die Fernstraße M8 (Jaroslawler Chaussee; Teil der Europastraße 115) verläuft ebenfalls an Puschkino vorbei.

## Persönlichkeiten
- Inessa Armand (1874–1920), Revolutionärin, heiratete und lebte in Puschkino
- Friedrich Joppich (1888–1979), Kleintierzüchter, war von 1929 bis 1931 fachlicher Berater der Lehr- und Versuchsfarm für Pelztierzucht Puschkino
- Erwing Botaka-Ioboma (* 1998), Fußballspieler
- Fritz Schmidt (1892–1986) war ab dem Jahr 1929 sechseinhalb Jahre lang Zuchtleiter der Zoofarm Puschkino
- Wladimir Majakowski (1893–1930), Dichter, lebte in Puschkino
- Artur Hofmann (1907–1987), DDR-Politiker, wurde in Puschkino in den 1940er-Jahren ausgebildet
- Heinz Hoffmann (1910–1985), DDR-Politiker, wurde in Puschkino in den 1940er-Jahren ausgebildet
- Nikolai Burobin (* 1937), Volleyballspieler, geboren in Puschkino
- Waleri Antonowitsch Didenko (* 1946), Ruderer und Olympionike, geboren in Puschkino
- Wladimir Issakow (* 1970), Sportschütze
- Alexei Kossolapow (* 1971), Fußballspieler, geboren in Puschkino